# Carniella tsurui
Carniella tsurui är en spindelart som beskrevs av Ono 2007. Carniella tsurui ingår i släktet Carniella och familjen klotspindlar.
Artens utbredningsområde är Taiwan. Inga underarter finns listade.